# Style Wars
Style Wars è un documentario sulla cultura hip-hop diretto da Tony Silver, che ne è anche produttore assieme a Henry Chalfant. Il documentario mette una particolare enfasi sui graffiti, meno spazio viene riservato alla break dance e al rapping. È stato trasmesso per la prima volta dalla PBS nel 1983, venne poi riproposto in vari festival cinematografici, tra cui il Vancouver Film Festival.